# Região Geográfica Intermediária de Rio Verde
A Região Geográfica Intermediária de Rio Verde é uma das seis regiões intermediárias do estado brasileiro de Goiás e uma das 134 regiões intermediárias do Brasil, criadas pelo Instituto Brasileiro de Geografia e Estatística (IBGE) em 2017. É composta por 29 municípios, distribuídos em três regiões geográficas imediatas.
Sua população total estimada em 2017 pelo Instituto Brasileiro de Geografia e Estatística (IBGE) é de 676 152 de habitantes, distribuídos em uma área total de 73 060,341 km².
Rio Verde é o município mais populoso da região intermediária, com 229 651 habitantes, de acordo com estimativas de 2018 do Instituto Brasileiro de Geografia e Estatística (IBGE).

## Regiões geográficas imediatas
| Região geográfica imediata                   | Municípios | População Estimativa 2018 | Área (km²) |
| -------------------------------------------- | --- | ------------------------- | ---------- |
| Região Geográfica Imediata de Rio Verde      | Aparecida do Rio Doce Cachoeira Alta Caçu Castelândia Itajá Itarumã Lagoa Santa Maurilândia Montividiu Porteirão Rio Verde Santa Helena de Goiás Santo Antônio da Barra Turvelândia | 356 127                   | 24 566,702 |
| Região Geográfica Imediata de Jataí-Mineiros | Aporé Caiapônia Chapadão do Céu Doverlândia Jataí Mineiros Perolândia Portelândia Santa Rita do Araguaia Serranópolis                                                               | 228 382                   | 41 623,765 |
| Região Geográfica Imediata de Quirinópolis   | Gouvelândia Inaciolândia Paranaiguara Quirinópolis São Simão | 91 643                    | 6 869,874  |
| Total                                        | 29 | 676 152                   | 73 060,341 |